# John Conteh
John Conteh (Liverpool, 27 maggio 1951) è un ex pugile e attore britannico, campione europeo  (1973-1974) e mondiale WBC  (1974-1977) dei pesi mediomassimi.

## Biografia
Da dilettante Conteh conquistò la medaglia d'oro, nei pesi medi, ai IX Giochi del Commonwealth Britannico del 1970.

### Carriera
Al 19º match da professionista (con 17 vittorie e una sconfitta) John Conteh conquista il titolo europeo alla Wembley Arena battendo il tedesco Rüdiger Schmidtke knock-out tecnico al 12º round.
Il 22 marzo 1973, sempre a Wembley, mette in palio il titolo con  Chris Finnegan Campione del Commonwealth britannico. Vince e acquisisce la nuova cintura. In settembre, sempre sul ring londinese, batte l’ex campione del mondo Vicente Rondón per kot al 9º round.
Il 12 marzo 1974, alla Wembley Arena, Conteh respinge il tentativo del danese Tom Bogs di indossare nuovamente la cintura europea dei mediomassimi battendolo per abbandono alla sesta ripresa. Il mese dopo concede la rivincita a Chris Finnegan e lo sconfigge nuovamente per kot al sesto round.
Il 1 ottobre 1974, a Londra, John Conteh conquista il titolo mondiale WBC lasciato vacante da Bob Foster battendo ai punti l’argentino Jorge Ahumada. Lo difende battendo Lonnie Bennett (kot al 5º round), Yaqui López (ai punti con decisione unanime) e Len Hutchins (Kot al 3º round). Viene però dichiarato decaduto nel 1977 per non aver rispettato il termine regolamentare per la difesa del titolo.
Il 17 giugno 1977 allo Stadio Stella Rossa di Belgrado sale sul ring di fronte a 30.000 spettatori per affrontare il nuovo campione Mate Parlov, beniamino del pubblico locale. Conteh perde ai punti ma con verdetto contrastato. L'arbitro statunitense Rudy Ortega, infatti, aveva visto vincitore lo sfidante con ben sei punti di vantaggio; i due giudici invece Parlov, rispettivamente per quattro e tre punti.
Combatte ancora due volte per il titolo mondiale WBC ma è sconfitto in entrambi i casi da Matthew Saad Muhammad ad Atlantic City, il 18 agosto 1979 ai punti e il 29 marzo 1980 per kot al 4º round.
Sale sul ring per l’ultima volta nella sua Liverpool per battere il connazionale James Dixon. Poi lascia la boxe.

### Onorificenze
Conteh è stato nominato Member of the Order of the British Empire (MBE) nel 2017.

### Riferimenti nella cultura di massa
- John Conteh compare nella celebre foto di copertina dell’album di Paul McCartney Band on the Run, scattata il 28 ottobre 1973 contro il muro esterno di uno stabile a Osterley Park, Hounslow. Oltre a Paul e la moglie Linda, la foto ritrae John Conteh ed altre sei persone vestite come carcerati e sorprese nell'atto di un tentativo di evasione dalla luce di un riflettore[6].
- Conteh ha recitato, tra gli altri, nei film Man at the Top (1973), Lo Stallone (titolo originario: The Stud) (1978) e Tank Malling (1989)[7].
- Ha gareggiato nello show televisivo di successo Superstars (1974) e ha fatto un'apparizione da protagonista, come pugile finito, nella serie TV Boon (1989). Più recentemente è apparso nello speciale di boxe The Weakest Link (Anello debole) del 2009, dove si è classificato terzo. La sua più recente apparizione in TV è stata nel film drammatico Justice (2011), in cui ha interpretato nuovamente un ex pugile[7].